# N.P. Jensen (amtsforvalter)
 For alternative betydninger, se N.P. Jensen. (Se også artikler, som begynder med N.P. Jensen)
Niels Peter Jensen (født 20. januar 1867 i Lysgård, død 8. december 1938 i Aalborg) var en dansk statistiker, amtsforvalter og politiker. Han var medlem af Folketinget for Venstre fra 1906 til 1913 og fra 1918 til 1929.
N.P. Jensen blev født i en husmandsfamilie og var hyrde og daglejer før han kom på Ranum Seminarium. Han tog lærereksamen i 1885 efter at fået privatundervisning og arbejdede derefter som lærer, indtil han 1889 rejste til København. Han tog studentereksamen fra Triers kursus i 1891 og studerede så nationaløkonomi og statistik på Københavns Universitet. Jensen blev cand.mag. i statsvidenskab i 1895, og fra 1896 var han assistent i Statens statistiske Bureau (det nuværende Danmarks Statistik) og statistisk sagkyndig i Landbokommissionen af 1895. Han blev fuldmægtig i det statistiske bureau i 1902. I 1907 blev N.P. Jensen bestyrer af Kolding oppebørselsstue (kontoret for modtagelse af skatter og afgifter). Han var amtsforvalter i Skanderborg (på det tidspunkt i Aarhus Amt) fra 1912 til 1919 og i Aalborg (Aalborg Amt) fra 1919 til sin pensionering i 1937.
N.P. Jensen er bedst kendt for sit forfatterskab. I 1902 udkom Dansk Landbrug ved Overgangen til det 20. Aarhundrede i to bind og i 1903 Skattereformen af 1903 og Beskatningsspørgsmaalet.
Jensen havde flere tillidsposter. Han var formand for Foreningen til Oplysningens Fremme bland Københavns Arbejdere 1897-1898, formand for Socialøkonomisk Samfund 1898-1899, mindretalssekretær i Landbokommissionen af 1899 i 1899, og han var repræsentant for De samvirkende Sogneraadsforeninger i Nationalforeningens bestyrelse 1903-1906.
N.P. Jensen stillede op til folketingsvalget 1903 i Silkeborgkredsen for Venstrereformpartiet. Han endte på tredjepladsen med 692 stemmer efter gårdejer A. Byriel Jensen (Moderate Venstre) med 933 stemmer og redaktør Jacob Christensen (Socialdemokratiet) med 842 stemmer. Ved næste folketingsvalg i 1906 stillede han op i Hornsletkredsen for Venstrereformpartiet og vandt over kredsens hidtidige folketingsmand gårdejer K.N. Kristiansen fra Det Radikale Venstre med 1.233 stemmer mod 983 stemmer til Kristiansen. Ved folketingsvalget 1909 blev han genvalgt i Hornsletkredsen for Venstrereformpartiet med 1.048 stemmer mod 997 stemmer til sognepræst og senere kirkeminister Thorvald Povlsen fra Det Radikale Venstre. Han var skiftet til det nydannede Venstre i 1910 hvor han stillede op i Kjellerupkredsen og vandt over kredsens hidtidige folketingsmedlem gårdejer Christian Leth Espensen (Radikale Venstre) med 1.703 stemmer mod 1.489 stemmer til Leth Espensen.
Han tabte med kun 9 stemmer (1618 mod 1627) til gårdejer Poul Emil Hansen (Radikale Venstre) ved folketingsvalget 1913. N.P. Jensen opstillede ikke ved folketingsvalget 1915. Han blev genvalgt i Viborg Amt, igen opstillet i Kjellerupkedsen, ved folketingsvalget i 1918 og forblev i Tinget for kredsen til 1929.
N.P. Jensen blev udnævnt til ridder af Dannebrog i 1923.